# Alois Striny
Alois Striny (* 19. November 1888 in Großpetersdorf; † 11. Oktober 1955 in Graz) war ein österreichischer Kaufmann und Politiker (SPÖ). Striny war verheiratet und von 1927 bis 1934 Abgeordneter zum Burgenländischen Landtag.
Striny wurde als Sohn des Hutmachers Franz Striny aus Großpetersdorf geboren. Er besuchte die Volksschule und wechselte danach an die Realschule/Untermittelschule in Wien. Im Anschluss absolvierte Striny die Gewerbefachschule für das Hotelfach in Wien und arbeitete in der Folge als Kellner. Ab 1923 war Striny als Kaufmann tätig, zwischen 1934 und 1945 arbeitete er als Versicherungsvertreter. Striny engagierte sich in der Sozialdemokratischen Arbeiterpartei und war ab 1924 Partei- und Gewerkschaftssekretär im Bezirk Oberwart. Er  wurde 1929 zum Bezirksparteiobmann gewählt und war zudem Mitglied des Landesparteivorstandes. Zwischen 1930 und 1934 hatte Striny das Amt des Bürgermeisters inne und war vom 20. Mai 1927 bis zum 12. Februar 1934 Abgeordneter zum Burgenländischen Landtag. Striny verlor sein Landtagsmandat 1934 nach der Niederschlagung der Februarkämpfe und dem Verbot der Sozialdemokratischen Arbeiterpartei und war im Zuge der Ereignisse in politischer Haft. 